# クロス湖 (マニトバ州)

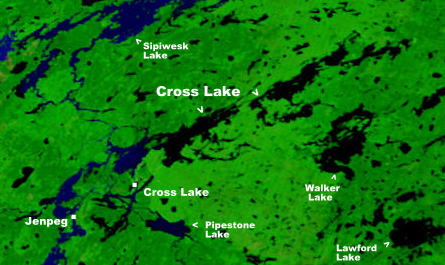

クロス湖はカナダのマニトバ州にある、ネルソン川途中の湖。ウィニペグ湖の北にあり、東から北東に102kmにわたって伸びている。面積755 km2、最大水深12 m。
ネルソン川の西水路はジェンペグ・ダムの場所で、東水路はクロスレイク、クロスレイクファーストネイション付近でクロス湖に流入する。クロス湖からはネルソン川は北のシピウェスク湖へと向かう。また西からはMinago川が湖に注いでいる。
湖の水位はマニトバハイドロにより、湖南端のジェンペグ発電所の場所で調整されている。